# Mahfoudh Romdhani
Mahfoudh Romdhani, né le 15 novembre 1946 à Bou Hajla en Tunisie et mort le 14 juin 2019 à Perpignan, est un homme politique belge bruxellois, membre du Parti socialiste. 

## Biographie

### Jeunesse et formation
Né en Tunisie au sein d'une famille de cultivateurs, dans une fratrie comptant cinq frères et deux sœurs, il part en Belgique en 1969 pour y poursuivre des études d'archiviste mais se réoriente, fait une partie de ses études à l'université libre de Bruxelles et termine ingénieur industriel en sciences nucléaires,

### Militantisme
Dans les années 1970 et 1980, il dirige la section Benelux du Parti communiste tunisien.
En 1972, le gouvernement tunisien réprime un mouvement de contestation estudiantine : Romdhani est condamné par contumace à cinq ans de prison pour avoir présidé un meeting de soutien dans son université. Il obtient alors un statut de réfugié politique et ne trouve pas de travail dans le domaine nucléaire, refusant pourtant des opportunités en Irak et en Libye.

### Carrière politique
Devenu membre du Parti socialiste (PS) en 1986, il est sénateur suppléant de 1991 à 1995, avant de siéger en tant que conseiller communal de la ville de Bruxelles, de 1994 à 2012, puis en tant que membre du Parlement de la région de Bruxelles-Capitale, du 6 juin 1995 au 7 juin 2009 ; il est par ailleurs élu vice-président de cette dernière institution.
De ce fait, il est le premier homme politique d'origine maghrébine à figurer sur une liste du PS bruxellois,. 

### Autres activités
En parallèle, il travaille à la commission immigrés de la Fédération générale du travail de Belgique, participe à la formation des enseignants à Bruxelles et ouvre un bureau de consultant et de formateur pour les entreprises. Il est également membre de divers conseils d'administration et préside le Centre laïque arabo-musulman.

### Vie privée
En 1985, il se marie avec une femme de la noblesse belge, Nathalie Fallon, et acquiert la nationalité belge en 1986.
Durant les dernières années de sa vie, Romdhani s'installe dans le sud de la France. Souffrant de troubles de la mémoire et de problèmes d'orientation, il disparaît puis est retrouvé dans un fossé à Céret le 14 juin 2019, avant de mourir le jour même.